# Minke van der Ploeg-Posthumus
Minke van der Ploeg-Posthumus (Westhem, 19 juni 1936 – Leeuwarden, 25 juni 2012) was een Nederlands CDA-politica.
Mevrouw Van der Ploeg-Posthumus was een Friezin in de CDA-fractie, die in 1991 in een tussentijdse vacature in de Tweede Kamer kwam. Ze was een typische regiovertegenwoordigster, afkomstig uit de vrouwenorganisatie van haar partij. Ze hield zich als Kamerlid onder meer bezig met onderwerpen op het gebied van de biologische landbouw en de arbeidstijden. Ze liep in het kader van de behandeling van de Binnenschepenwet stage op de Rijn- en binnenvaart. Ze kreeg in 1994 wel veel voorkeurstemmen, maar onvoldoende om herkozen te worden. Ze was getrouwd met Piet van der Ploeg en ze had drie kinderen.

## Wetenswaardigheid
- Van der Ploeg heeft meerdere keren deelgenomen aan de Elfstedentocht, die zij in 1956, 1985 en 1997 uitreed. Bij de editie van 1963 kwam zij niet verder dan Franeker, omdat de controle om vijf uur gesloten werd.[1]

- Biografisch Portaal: 39561626
- Parlement.com: vg09llphrgpi